# Кучуков, Раиль Фазылович
Кучуков Раиль Фазылович (род. 1952) — российский оперный певец (баритон), солист Башкирского государственного театра оперы и балета, заслуженный артист России (2009), народный артист Республики Башкортостан (2000), лауреат премии им. Г. Саляма (1982), лауреат Республиканского конкурса им. Г. Альмухаметова (1978).

## Биография
Родился в селе Кулуево Челябинской области.
В 1978 году окончил Уфимский государственный институт искусств (ныне — Уфимская государственная академия искусств имени Загира Исмагилова) по специальности «сольное пение», класс заслуженного деятеля искусств России и Башкортостана, профессора М. Г. Муртазиной.
С 1978 года работает в оперной труппе Башкирского государственного театра оперы и балета.
В 1996 году принимал участие в III Фестивале оперной музыки тюркоязычных народов «ТЮРКСОЙ» на острове Кипр.
Совместно с труппой театра, певец выступал на Национальном Театральном фестивале «Золотая маска» в Москве в спектаклях-номинантах: «Кахым-туря» З. Исмагилова (2004), «Волшебная флейта» В.-А. Моцарта (2006), «Бал-маскарад» Дж. Верди (2007).
Певец имеет обширный камерный репертуар, исполняет большое количество произведений классики и современных авторов, является одним из самых ярких пропагандистов новейшей музыки башкирских композиторов. В настоящее время певец активно занят в спектаклях текущего репертуара и новых постановках Башкирского государственного театра оперы и балета.

## Репертуар
- «Дон Жуан» В.-А. Моцарт. — Лепорелло
- «Севильский цирюльник» Дж. Россини Фигаро, Бартоло
- «Дон Паскуале» Г. Доницетти — Дон Паскуале
- «Травиата» Дж. Верди — Жермон
- «Аида» Дж. Верди — Амонасро
- «Трубадур» Дж. Верди — Граф ди Луна
- «Риголетто» Дж. Верди — Риголетто
- «Бал-маскарад» Дж. Верди — Ренато
- «Фауст» Ш. Гуно — Валентин
- «Кармен» Ж. Бизе Эскамильо
- «Паяцы» Р. Леонкавалло — Тонио, Сильвио
- «Сельская честь» П. Масканьи — Альфио
- «Мадам Баттерфляй» Дж. Пуччини — Шарплес
- «Богема» Дж. Пуччини — Марсель, Шонар
- И. Кальман. «Сильва». Князь Леопольд, Ферри
- Ж. Оффенбах. «Синяя борода». Пополани
- А. Бородин. «Князь Игорь». Игорь
- П. Чайковский. «Евгений Онегин». Онегин
- П. Чайковский. «Пиковая дама». Томский, Елецкий
- П. Чайковский. «Иоланта». Роберт, Эбн-Хакия
- Н. Римский-Корсаков. «Снегурочка». Мизгирь
- Н. Римский-Корсаков. «Царская невеста». Грязной
- Н. Римский-Корсаков. «Сказка о царе Салтане». Скоморох
- С. Рахманинов. «Алеко». Алеко
- Ю. Мейтус. «Рихард Зорге». Зорге
- К. Менотти. «Телефон». Бен
- А. Журбин. «Биндюжник и король». Лёвка, Крик
- В. Улановский. «Золотой цыплёнок». Волк
- И. Польский. «Терем-теремок». Волк, Ёжик, Гриб
- Б. Терентьев. «Максимка». Джон-гитара
- Ж. Кузнецова-Стрелла. «Липанюшка». Иванушка
- П. Вальдгардт. «Кошкин дом». Рассказчик
- Г. Гладков «Бременские музыканты» Трубадур, Сыщик, Шут
- Т. Ширинов «Сердца полны любви». Аитбий
- С. Садыков, Р. Губайдуллин. «Женихи». Ильгиз
- Р. Муртазин. «Дауыл». Волгин
- Х. Ахметов. «Современники». Тагир
- Х. Ахметов. «Нэркэс». Тимерхан
- З. Исмагилов. «Акмулла». Акмулла, Гайнетдин
- З. Исмагилов. «Шаура». Сахи
- З. Исмагилов. «Послы Урала». Аксэсэн
- З. Исмагилов. «Кодаса». Ильяс
- З. Исмагилов. «Салават Юлаев». Пугачёв, Сураман
- З. Исмагилов. «Кахым-туря». Кутузов
- С. Низаметдинов. «Memento». Поэт, Ученик
- С. Низаметдинов. «Чёрные воды». Рассказчик

## Концертный репертуар
К. Орф. «Carmina burana»
Гастроли:
В составе труппы театра выезжал на гастроли в Турцию (1999), Египет (2003), Португалию (2006), Таиланд (2006), Корею (2008). Выступал с концертами в Германии, на Кипре и в городах стран СНГ.

## Признание и награды
- 1978 г. — лауреат Республиканского конкурса имени Г. Альмухаметова (Уфа)
- 1982 г. — лауреат Республиканской премии имени Г. Саляма
- 1997 г. — присвоено Почётное звание «Заслуженный артист Республики Башкортостан»
- 2000 г. — присвоено Почётное звание «Народный артист Республики Башкортостан»
- 2009 — присвоено почётное звание заслуженный артист России[1]